# Barbuda do Catolé
Barbuda do Catolé é um tipo de galináceos domésticos (Gallus Domesticus) surgida no Brasil no estado da Bahia.

## História
A raça descende de tipos de galinha que foram levadas pelos portugueses para o Brasil ao longo da história.

## Caracterização do tipo racial
A Barbuda do Catolé é um tipo de galinha que foi identificada na Bahia. Por ser um animal que demonstra ter características raciais próprias, os estudos para melhor definição do tipo se encontram em desenvolvimento, desconhecendo-se, atualmente, sua população, características genéticas e qualidades produtivas com exatidão.

## Valor genético
A conservação destes animais permite identificar a composição de seus genes e seu uso naquelas características consideradas vantajosas, aprimorando os próprios animais, outras raças ou a criação de novas raças adaptadas a diferentes finalidades ou biomas.